# Regla de Jordan
La regla de Jordan (sentido 1) es una regla ecogeográfica que describe la relación inversa entre la temperatura del agua y las características merísticas en varias especies de peces. La relación más comúnmente observada es que el número de aletas, vértebras o escamas aumenta con la disminución de la temperatura. La regla debe su nombre a David Starr Jordan (1851-1931), padre de la ictiología estadounidense.
La ley (o regla) de Jordan (sentido 2) es también una regla ecogeográfica (llamada así por el mismo científico) que establece: «dada cualquier especie en cualquier región, no es probable que la especie emparentada más cercana se encuentre en la misma región ni en una región remota, sino en una comarca vecina separada de la primera por una barrera de algún tipo» Esta «regla» se viola con frecuencia, (véase la discusión en Fitzpatrick & Turelli 2007) pero cuando los patrones son coherentes con la regla de Jordan (sentido 2), esto sugiere un papel importante para la especiación alopátrica en la diversificación del clado en cuestión". El propio Jordan escribió: «A esta generalización el Dr. Allen, en un último número de Science, le da el nombre de “Ley de Jordan”. El presente autor no reivindica el descubrimiento de esta ley. El lenguaje arriba citado es suyo, pero la idea es familiar a todos los estudiantes de distribución geográfica y se remonta al maestro en ese campo, Moritz Wagner". Así, la ley de Jordan es un ejemplo de la ley de Stigler.